# Linhai
Linhai är en stad på häradsnivå i östra Kina, och tillhör Taizhous stad på prefekturnivå i provinsen Zhejiang. Den ligger omkring 180 kilometer sydost om provinshuvudstaden Hangzhou. Befolkningen uppgick till 948 618 invånare vid folkräkningen år 2000, varav 201 132 invånare bodde i centralorten. Stadshäradet var år 2000 indelat i arton köpingar (zhen) och tolv socknar (xiang). Större orter, förutom Linhais centralort, är (med invånare 2000) Duqiao (79 758) och Datian (58 114).

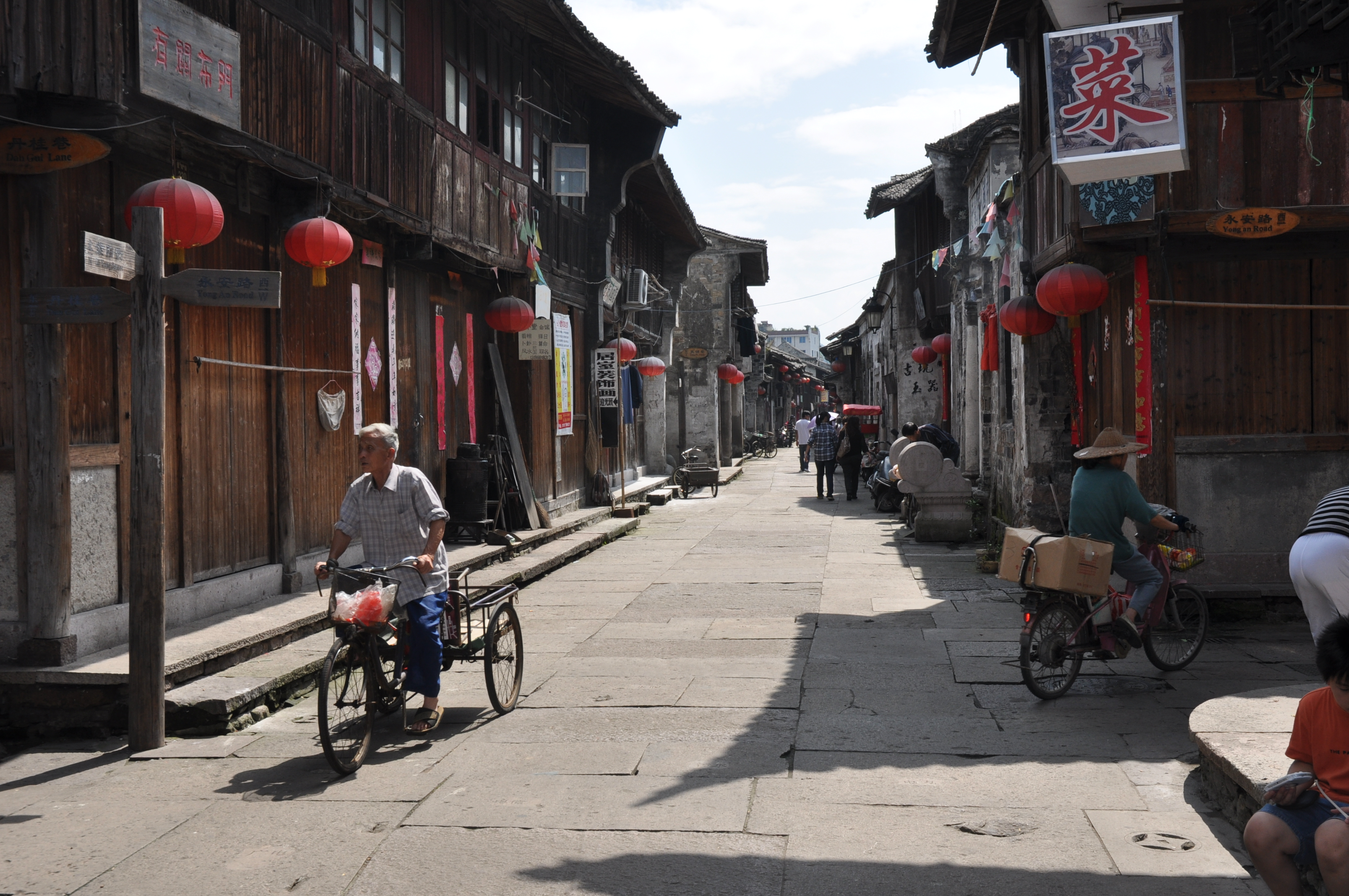
Gata i gamla stan i Linhai.

Stadens välbevarade stadsmur är en berömd turistattraktion. Muren började ursprungligen byggas under Jindynastin (265–420) och blev inte färdig förrän under Sui- (581-618) och Tangdynastin (618-907). Den norra delen, som följer en hög ås, och de västra och södra delarna, som ligger längs med Linfloden, existerar fortfarande och är välbevarade.